# Combate corpo a corpo
Combate corpo a corpo (por vezes abreviado pelas siglas HTH ou H2H, do inglês hand-to-hand combat), é um termo genérico muitas vezes usado para se referir a uma luta sem armas conduzida do ponto de vista militar, distinguindo-se assim dos desportos de combate. A expressão "corpo a corpo" indica combate desarmado, mas muitas vezes abrange a utilização de algumas armas como facas e baionetas, ferramentas de trincheira (como pás e picaretas) ou técnicas de artes marciais.

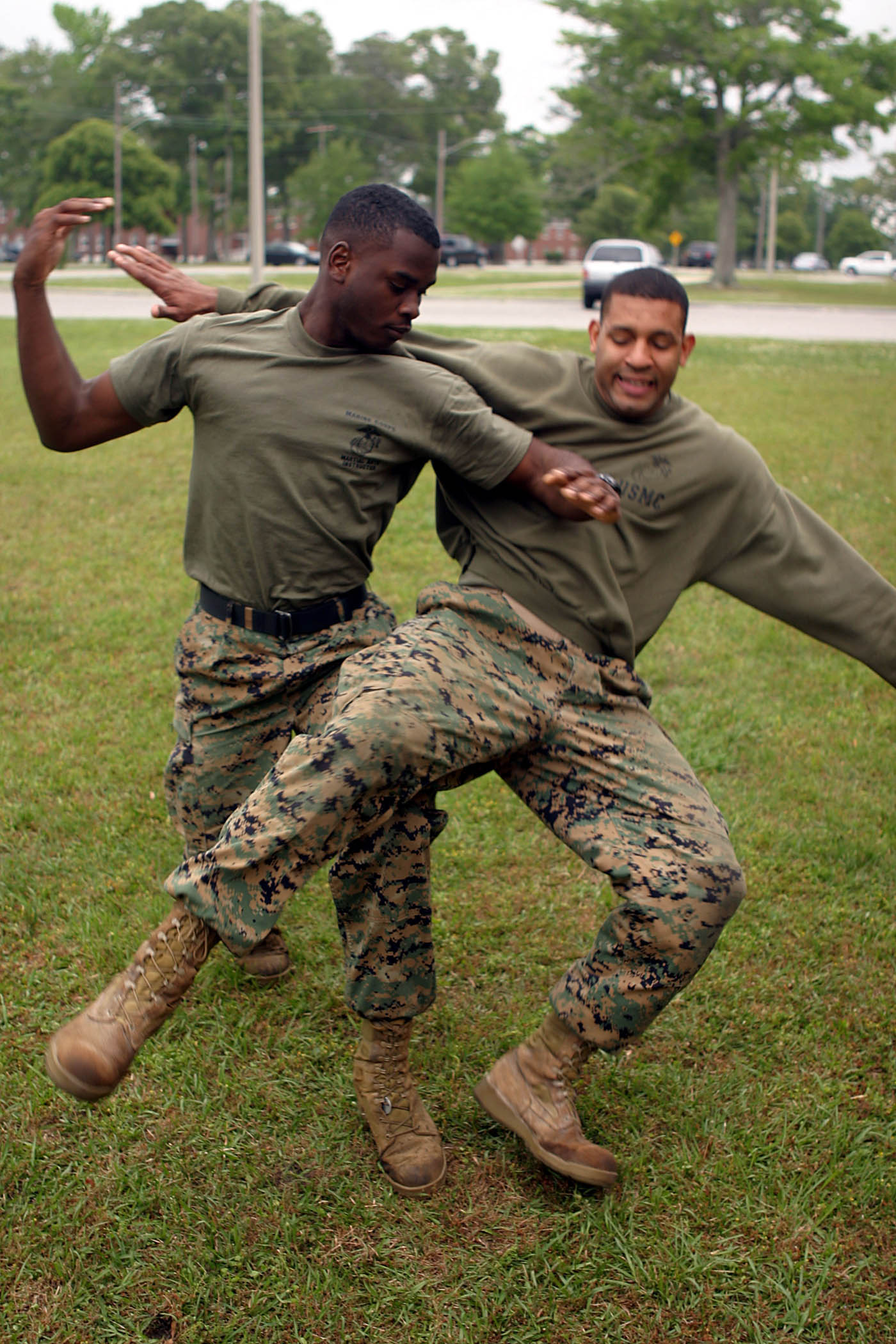
Dois soldados do Corpo de Fuzileiros Navais dos Estados Unidos treinando combate corpo a corpo.

## Ver também

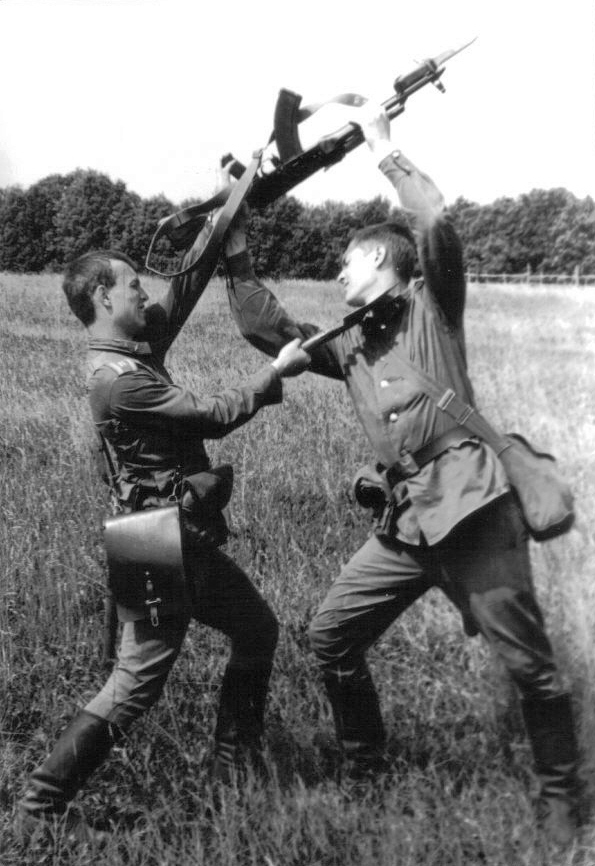
Dois soldados soviéticos treinando luta corporal.